# Seznam největších dalekohledů světa
Přehled největších funkčních astronomických dalekohledů na světě s účinným průměrem zrcadla více než 5 m. 
| Jméno                                   | Snímek | Účinný průměr zrcadla | Typ zrcadla           | Stát (financování)                                                 | Umístění                                                                           | Postaveno |
| --------------------------------------- | ------ | --------------------- | --------------------- | ------------------------------------------------------------------ | ---------------------------------------------------------------------------------- | --------- |
| Gran Telescopio Canarias (GTC)          |        | 10,4 m                | Segmentované, 36 dílů | Španělsko (90%), Mexiko, USA                                       | Roque de los Muchachos, Kanárské ostrovy, Španělsko                                | 2007      |
| Hobby-Eberly Telescope (HET)            |        | 10 m                  | Segmentované, 91 dílů | USA, Německo                                                       | McDonald Observatory, Texas, USA                                                   | 1997      |
| Keck 1                                  |        | 10 m                  | Segmentované, 36 dílů | USA                                                                | Mauna Kea Observatories, Havajské ostrovy, USA                                     | 1993      |
| Keck 2                                  |        | 10 m                  | Segmentované, 36 dílů | USA                                                                | Mauna Kea Observatories, Havajské ostrovy, USA                                     | 1996      |
| Southern African Large Telescope (SALT) |        | 9,2 m                 | Segmentované, 91 dílů | Jihoafrická republika, USA, UK, Německo, Polsko, Nový Zéland       | South African Astronomical Observatory, Northern Cape, Jižní Afrika                | 2005      |
| Velký binokulární dalekohled (LBT)      |        | 8,4 m × 2             | Monolitické, 2 kusy   | USA, Itálie, Německo                                               | Mount Graham International Observatory, Arizona, USA                               | 2004      |
| Subaru (JNLT)                           |        | 8,2 m                 | Monolitické           | Japonsko                                                           | Mauna Kea Observatories, Havajské ostrovy, USA                                     | 1999      |
| VLT UT1 – Antu                          |        | 8,2 m                 | Monolitické           | Státy Evropské jižní observatoře, Chile                            | Observatoř Paranal, region Antofagasta, Chile                                      | 1998      |
| VLT UT2 – Kueyen                        |        | 8,2 m                 | Monolitické           | Státy Evropské jižní observatoře, Chile                            | Observatoř Paranal, region Antofagasta, Chile                                      | 1999      |
| VLT UT3 – Melipal                       |        | 8,2 m                 | Monolitické           | Státy Evropské jižní observatoře, Chile                            | Observatoř Paranal, region Antofagasta, Chile                                      | 2000      |
| VLT UT4 – Yepun                         |        | 8,2 m                 | Monolitické           | Státy Evropské jižní observatoře, Chile                            | Observatoř Paranal, region Antofagasta, Chile                                      | 2001      |
| Gemini North                            |        | 8,1 m                 | Monolitické           | USA, Velká Británie, Kanada, Chile, Austrálie, Argentina, Brazílie | Mauna Kea Observatories, Havajské ostrovy, USA                                     | 1999      |
| Gemini South                            |        | 8,1 m                 | Monolitické           | USA, Velká Británie, Kanada, Chile, Austrálie, Argentina, Brazílie | Cerro Pachón (CTIO), region Coquimbo, Chile                                        | 2001      |
| MMT                                     |        | 6,5 m                 | Monolitické           | USA                                                                | Fred Lawrence Whipple Observatory, Arizona, USA                                    | 2000      |
| Magellan 1 (Walter Baade)               |        | 6,5 m                 | Monolitické           | USA                                                                | Las Campanas Observatory, region Coquimbo, Chile                                   | 2000      |
| Magellan 2 (Landon Clay)                |        | 6,5 m                 | Monolitické           | USA                                                                | Las Campanas Observatory, region Coquimbo, Chile                                   | 2002      |
| BTA-6                                   |        | 6 m                   | Monolitické           | Sovětský svaz/Rusko                                                | Speciální astrofyzikální observatoř Ruské akademie věd, Karačajsko-Čerkesko, Rusko | 1975      |
| Large Zenith Telescope (LZT)            |        | 6 m                   | Tekuté                | Kanada, Francie, USA                                               | Maple Ridge, Britská Kolumbie, Kanada                                              | 2003      |
| Hale Telescope                          |        | 5,08 m                | Monolitické           | USA                                                                | Observatoř Palomar, Kalifornie, USA                                                | 1948      |